# 雅江臭草
雅江臭草（学名：Melica yajiangensis）为禾本科臭草属下的一个种。

## 扩展阅读
- 維基物種上的相關：雅江臭草